# Stadtarchiv Hungen

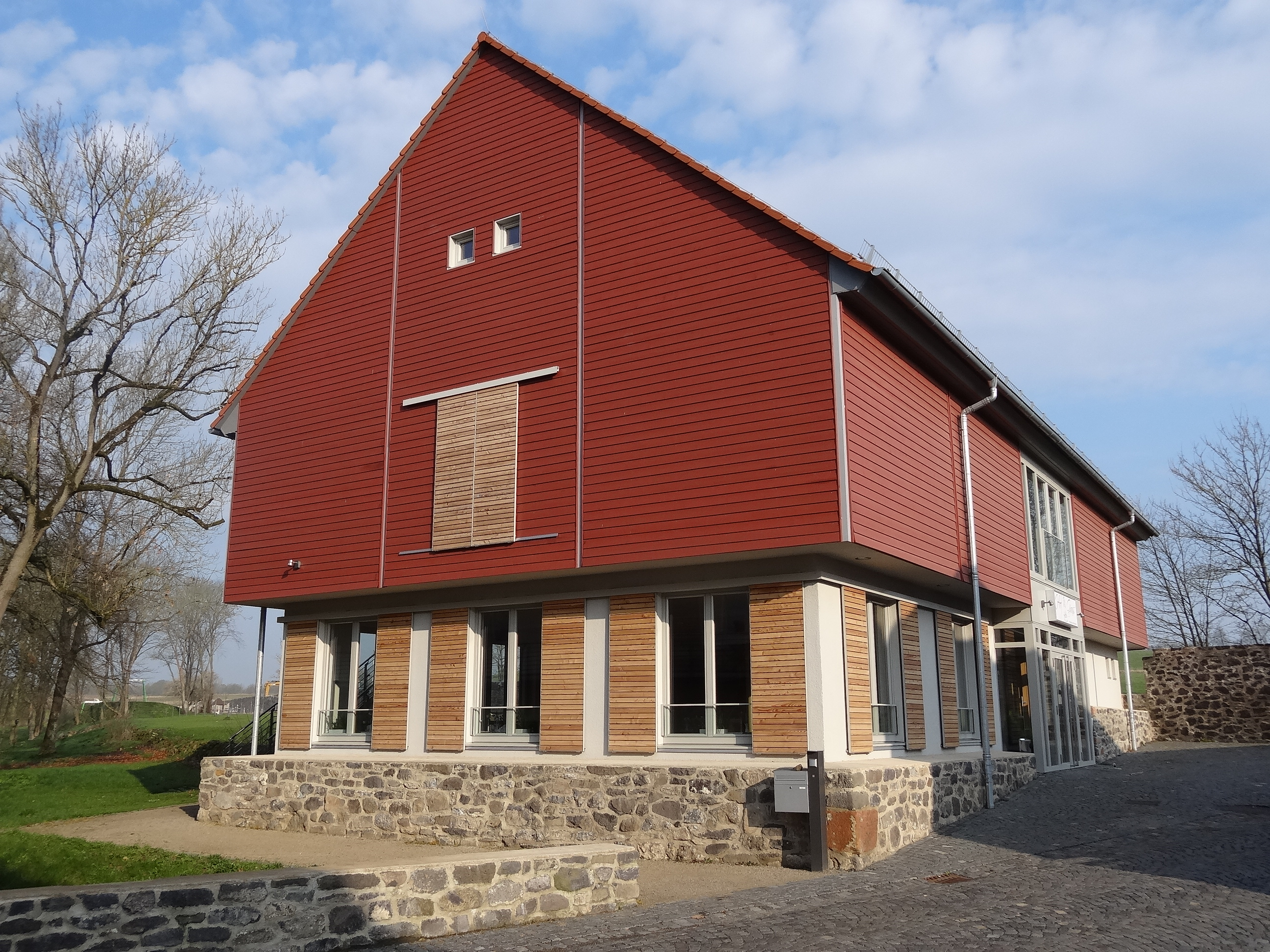
Stadtarchiv Hungen im Obergeschoss

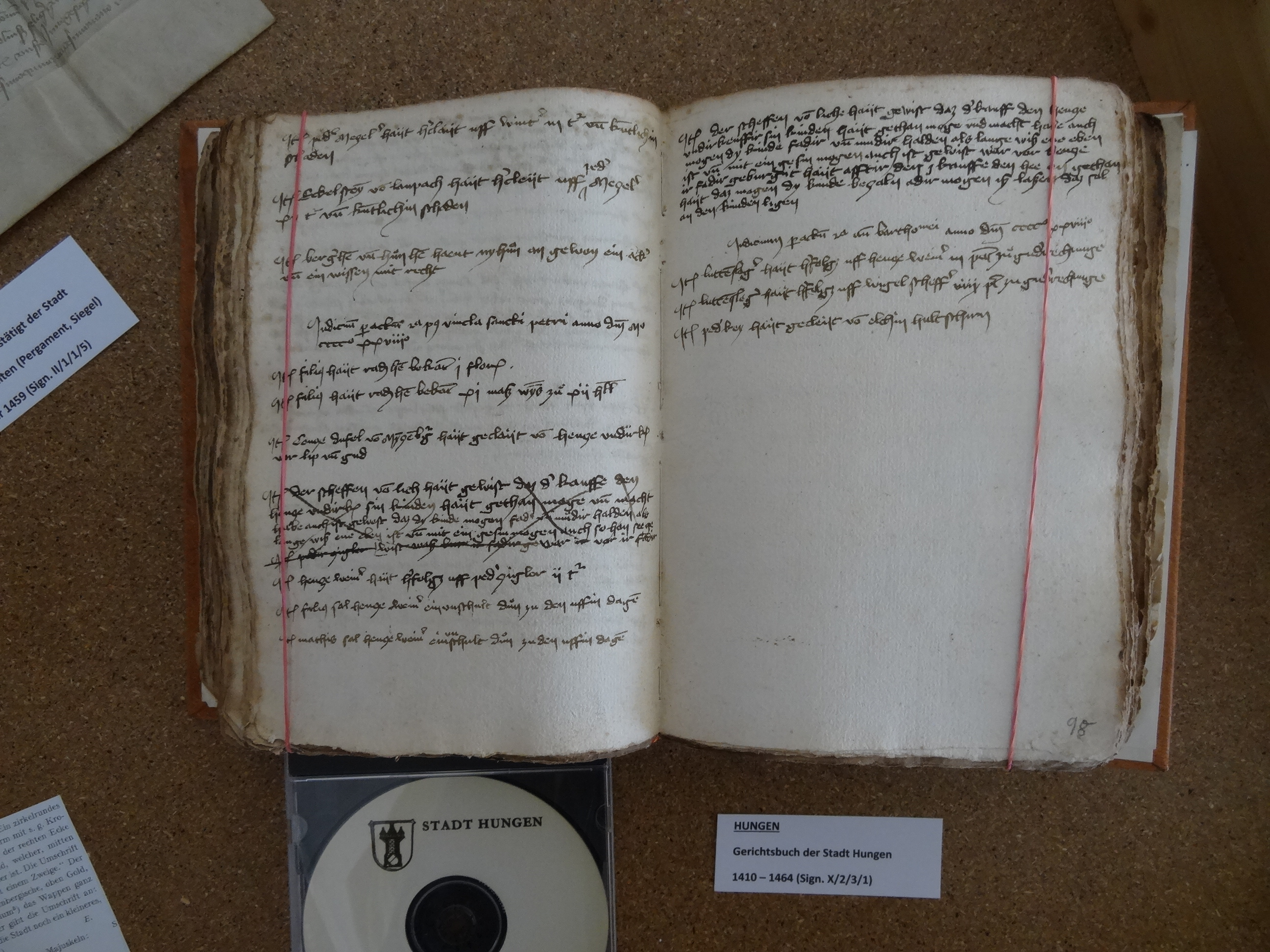
Gerichtsbuch der Stadt Hungen, 1410–1464

Das Stadtarchiv Hungen ist das Archiv der Stadt Hungen im Landkreis Gießen in Hessen. Das Archiv umfasst Bestände der Kernstadt Hungen sowie der zehn Stadtteile Bellersheim, Inheiden, Langd, Nonnenroth, Obbornhofen, Rabertshausen, Rodheim, Steinheim, Trais-Horloff und Utphe. Die Bestände des Stadtteils Villingen werden von einem eigenen Heimatverein betreut.
2012 zog das Archiv vom Keller des Hungener Rathauses und anderen Räumen in den Stadtteilen in einen Neubau. Das Haus wurde am Standort einer Scheune (Haus 4) in dem 2010 bis 2012 sanierten ehemaligen Gutshof Hof Grass südöstlich von Hungen errichtet. Im Erdgeschoss beherbergt es ein Restaurant. Das Nachbargebäude wird seit dem gleichen Jahr vom regionalen Limesinformationszentrum des Landkreises Gießen für seine Dauerausstellung genutzt. Das Hofgut befindet sich im Besitz des kommunalen Energieversorgungsunternehmen OVAG, das der Stadt Hungen das Gebäude mindestens 25 Jahre – bis 2037 – zur Nutzung überlässt. Die Stadt Hungen hatte sich an der Sanierung beteiligt.
Das Archivgut ist in drei Magazinräumen, der größte misst 90 Quadratmeter, mit Rollschränken untergebracht. Die Decke zwischen Restaurant und Archiv ist aufgrund des Papiergewichts fünfmal so stark belastbar wie die eines Wohnbaus.
Das Stadtarchiv beherbergt neben einer kleinen Präsenzbibliothek über 35.000 Einzelakten sowie ein Zeitungsarchiv, Fotos und alte Filme. Seine Bestände reichen bis zum Jahr 1410 zurück. Herausragende Archivalien sind unter anderem ein Siegel der Stadt Hungen („Opidi Houngen“) aus dem 16. bis 17. Jahrhundert sowie ein während der Zeit des Nationalsozialismus erhalten gebliebenes Protokollbuch der jüdischen Gemeinde von Hungen aus den Jahren 1826 bis 1906. Für alle Hungener Stadtteile liegen Ortsfamilienbücher im Stadtarchiv vor.
Älteste der im Archiv vorhandenen Dokumente der Ortsteile:
- Bellersheim: Beedbuch, 1555
- Hungen: Gerichtsbuch der Stadt Hungen, 1410–1464
- Inheiden: Quittungsbüchlein über „geliefertes Monatsgeld“, 1687
- Langd: Herrschaftliche Kontributionsrechnung, 1575
- Nonnenroth: Rechnung, 1575
- Obbornhofen: Schatzungsbuch, 1662
- Rabertshausen: „Erneuerung der Leihe auf der Haubenmühle“ (heute Nidda)
- Rodheim: Büchlein zur Fräulein-Steuer, 1710
- Steinheim: Kriegchronik, 1914
- Trais-Horloff: „Salzauswiege“, 1834
- Utphe: Bürgermeisterrechnung, 1789